# Кулунчакова, Бийке Исхаковна
Бийке Исхаковна Кулунчакова (ног. Бекбийке Исхак кызы Кулунчакова, род 11 августа 1946, Терекли-Мектеб, Дагестанская АССР, РСФСР, СССР) — ногайская писательница, поэтесса, драматург, публицистка и переводчица. Автор около двадцати книг, написанных на ногайском и русском языках. Редактор альманаха «Байтирак», издаваемого на ногайском языке в Дагестане. Заслуженная работница культуры Дагестанской АССР (1985) и Российской Федерации (2005). Народная писательница Дагестана (1994). Член Союза писателей СССР (с 1979). Переводила произведения ногайских писателей на другие языки, а также произведения писателей народов Кавказа на ногайский язык.

## Биография
Родилась 11 августа 1946 года в селе Терекли-Мектеб Ногайского района Дагестанской АССР. Детство и юность проводила в Ногайских степях, что в будущем легло в основу многих её произведений. Обучалась в Буйнакском педучилище, по окончании работала учительницей в сельских школах, преподавая ногайский язык.
Свои первые произведения на ногайском языке написала в период с 1967 по 1969 год на страницах районной газеты «Шоллик маягы» и ежегодного альманаха.
В 1969 году поступила на очное отделение филологического факультета Дагестанского государственного педагогического университета. За годы учёбы написала две повести. Ряд её повестей, такие как «В одной семье» и «Казбек», в середине 70-х годов выходили отдельными книгами на ногайском языке.
В 80-е годы написала несколько произведений на ногайском языке, среди которых — «Степной жаворонок» (позже переведено на русский язык), «Так тоже бывает», «Старшая» и сборник стихов «Ах, ойларым, ойларым». На русском языке ею были написаны «Улица моего детства» и «Поговорим на равных». В 1985 году на каракалпакском языке вышло её произведение «Пятый праздник».
В своих произведениях автор показывает человека в аспектах семьи, школы, работы, любви и ненависти. Образ героя произведений раскрывается через семейные отношения. В своих рассказах автор воссоздает образ неутомимого труженика, степняка, который с настоящей любовью и гордостью продолжает славные традиции своих предков. В стихотворениях автора большое место занимают нравственные критерии современного общества, поднимаются многочисленные волнующие общество вопросы.
Делегат многих съездов писателей Дагестана, РСФСР и СССР, участница Дней литературы и искусства Дагестана в Таджикистане, Каракалпакистане, Волгограде, Ульяновске, Москве, Санкт-Петербурге и других городах. В 1991 году принимала участие в Дне ногайской культуры в Астрахани и литературном празднике в Казахстане. В 2004 году входила в состав Общественного форума народов Юга России и Кавказа.

## Награды
- 1985 – Заслуженный работник культуры Дагестанской АССР
- 1988 – Республиканская премия Дагестанской АССР имени Сулеймана Стальского за книгу «Улица моего детства»
- 1994 – Народный писатель Республики Дагестан
- 2005 – Заслуженный работник культуры Российской Федерации
- 2010 – Орден «За заслуги перед Республикой Дагестан»